# Бойове командування Повітряних сил США
Бойове командування Повітряних сил США (англ. Air Combat Command, ACC) — одне з 10 головних командувань Повітряних сил США, повітряний компонент Об'єднаних командувань Збройних сил США, що дислокуються на американському континенті.

## Призначення
Основними завданнями Бойового командування Повітряних сил США є охорона повітряного простору континентальних Сполучених Штатів, прикриття угруповань американських військ і важливих об'єктів від ударів противника з повітря, авіаційна підтримка Сухопутних військ та забезпечення бойових дій Військово-морських сил США Об'єднаних командувань Збройних сил США, що дислокуються на американському континенті (Центрального, Південного, Північного та Стратегічного Об'єднаних Командувань Збройних сил США), зокрема завдання неядерних ударів у глобальному масштабі, а також ведення повітряної розвідки в інтересах інших географічних командувань.
На Командування покладаються завдання щодо організації підготовки, тренування, оснащення та всебічного забезпечення боєготових формувань бойової авіації в готовності до швидкого реагування у мирний та воєнний час.

## Склад
На озброєнні Бойового командування перебувають різнорідні військові літаки та гелікоптери: винищувачі, штурмовики, літаки розвідки, бойових пошуково-рятувальних операцій, повітряного управління та контролю, дозаправлення у повітрі та електронної боротьби, а також комплекси та системи управління, контролю, розвідки для ведення глобальних інформаційних операцій.
Загальна чисельність особового складу Командування становить близько 98 000 військовиків та понад 11 000 цивільних, що перебувають на службі в Повітряних силах країни. У разі мобілізації, додатково 63 000 осіб прибуває з Резерву та Національної гвардії Повітряних сил США, одночасно з 600 літаками, які посилюють Бойове командування й доводять загальну чисельність бойових літальних апаратів до 1750 одиниць.

Емблема Бойового командування ПС

Бойове командування ПС США (Ленглі, Вірджинія)
- 1-ша повітряна армія (Тиндалл, Флорида)
- 9-та повітряна армія (Шоу, Південна Кароліна)
  - 1-ше винищувальне крило (F-15C/D) (Ленглі, Вірджинія)
  - 33-тє винищувальне крило (F-15C/D) (Еглін, Флорида)
  - 4-те винищувальне крило (F-15E) (Сеймур Джонсон, Північна Кароліна)
  - 20-те винищувальне крило (SEAD) (F-16CJ/DJ) (Шоу, Південна Кароліна)
  - 820-та група сил безпеки (Муді, Джорджія)
  - 5-та група бойового управління ПС (Робінс, Джорджія)
- 10-та повітряна армія (Форт-Ворт, Техас)
  - 917-те винищувально-бомбардувальне крило (B-52H, OA/A-10A) Барксдейл, Луїзіана
  - 419-те винищувальне крило (F-16C/D) (Гілл, Юта)
  - 482-ге винищувальне крило (F-16C/D) (Хомстед, Флорида)
  - 442-ге винищувальне крило (OA/A-10A) (Вайтмен, Міссурі)
  - 926-те винищувальне крило (OA/A-10A) (Новий Орлеан, Луїзіана)
  - 920-те рятувальне крило (HC-130P, C-130E, HH-60G) (Патрік, Флорида)
- 12-та повітряна армія (Девіс-Монтен, Аризона)
  - 7-ме бомбардувальне крило (B-1B) (Дайс, Техас)
  - 28-ме бомбардувальне крило (B-1B) (Еллсворт, Південна Дакота)
  - 366-те винищувально-бомбардувальне крило (B-1B, F-15C/D/E, F-16CJ/DJ, KC-135R) (Маунтін-Хоум, Айдахо)
  - 388-ме винищувальне крило (F-16CG/DJ) (Гілл, Юта)
  - 27-ме винищувальне крило (F-16CG/DG) (Кеннон, Нью-Мексико)
  - 301-ше винищувальне крило (F-16C/D) (Форт-Ворт, Техас)
  - 49-те винищувальне крило (F-117A, AT-38B, T-38A) (Голломан, Нью-Мексико)
  - 355-те крило (винищувачі та літаки РЕБ) (OA/A-10A, EC-130E/H) (Девіс-Монтен, Аризона)
  - 507-ме крило дозаправлення (KC-135R, E-3B/C, TC-18E) (Тінкер, Оклахома)
- Центр ведення бойових дій ПС США (Нелліс, Невада)
  - 53-тє крило тестувань та випробувань (Test and Evaluation) (F-15C/D/E, F-16C/CG/CJ/D/DG/DJ, F-117A, OA/A-10A, E-9A, Boeing 707, QF-4E/G, QRF-4C, HH-60G) (Еглін, Флорида)
  - 57-ме тренувальне крило тестувань та випробувань (F-15C/D/E, F-16C/CG/CJ/D/DG/DJ, OA/A-10A, HH-60G, RQ-1A) (Нелліс, Невада)
  - 505-те крило бойового управління (Гарлбарт Філд, Флорида)
  - 99-те крило (Нелліс, Невада)
- Повітряні сили Національної гвардії США
  - 131-ше винищувальне крило (MO ANG) (F-15A/B) (Ламберт-Сент-Луїс, Сент-Луїс, Міссурі)
  - 159-те винищувальне крило (LA ANG) (F-15A/B, C-130E) (Нью-Орлеан, Луїзіана)
  - 113-тє крило (винищувачі та транспортні літаки) (DC ANG) (F-16C/D, C-21A, C-38A) (Ендрюс, Меріленд)
  - 114-те винищувальне крило (SD ANG) (F-16C/D) (Джої-Фосс-Філд, Су-Фолс, Південна Дакота)
  - 115-те винищувальне крило (WI ANG) (F-16C/D, C-26B) (Труакс-Філд, Вісконсин)
  - 122-ге винищувальне крило (IN ANG) (F-16C/D) (Форт-Вейн, Індіана)
  - 127-ме крило (винищувачі та транспортні літаки) (MI ANG) (F-16C/D, C-130E, C-26B) (Селфрідж, Мічиган)
  - 132-ге винищувальне крило (IA ANG) (F-16CG/DG) (Де-Мойн, Айова)
  - 138-ме винищувальне крило (OK ANG) (F-16CG/DG) (Талса, Оклахома)
  - 140-ве крило (винищувачі та тренувальні літаки) (CO ANG) (F-16C/D, C-21A, C-26A) (Баклі, Колорадо)
  - 150-те винищувальне крило (NM ANG) (F-16C/CG/D/DG, C-26B) (Кіртленд, Нью-Мексико)
  - 174-те ударне крило (NY ANG) (MQ-9 Reaper) (Хенкок-Філд, Нью-Йорк)
  - 177-ме винищувальне крило (NJ ANG) (F-16C/D) (Атлантик-Сіті, Нью-Джерсі)
  - 180-те винищувальне крило (OH ANG) (F-16CG/DG) (Толедо, Огайо)
  - 181-ше розвідувальне крило (IN ANG) (MQ-1 Predator, RQ-4 Global Hawk) (Терре-Хот, Індіана)
  - 183-тє винищувальне крило (IL ANG) (F-16C/D) (Столичний аеропорт Авраама Лінкольна, Спрингфілд, Іллінойс)
  - 187-ме винищувальне крило (AL ANG) (F-16C/D, C-26B) (Монтгомері, Алабама)
  - 188-ме винищувальне крило (AR ANG) (F-16C/D) (Форт Рок, Арканзас)
  - 192-ге винищувальне крило (VA ANG) (F-16C/D) (Ленглі-Юстіс, Вірджинія)
  - 169-те винищувальне крило (SC ANG) (F-16C/D) (Макентайр, Південна Кароліна)
  - 103-тє транспортне крило (CT ANG) (C-130H, C-27J, C-21A) (Бредлі, Коннектикут)
  - 104-те винищувальне крило (MA ANG) (F-15C) (Барнес, Массачусетс)
  - 110-те ударне крило (MI ANG) (MQ-9 Reaper, MQ-1 Predator) (Бетл-Крик, Мічиган)
  - 111-те ударне крило (PA ANG) (MQ-9 Reaper, MQ-1 Predator) (Віллов-Гроу, Пенсільванія)
  - 124-те винищувальне крило (ID ANG) (OA/A-10A, EC-130E/H) (Говен, Айдахо)
  - 175-те крило (винищувачі та транспортні літаки) (MD ANG) (OA/A-10A, C-27J) (Вофілд, Меріленд)
  - 106-те рятувальне крило (NY ANG) (HC-130N/P, HH-60G) (Франціса Габрескі, Нью-Йорк)
  - 129-те рятувальне крило (CA ANG) (HC-130P, HH-60G) (Моффетт, Каліфорнія)
  - 147-ме розвідувальне крило (TX ANG) (MQ-1 Predator) (Еллінгтон Філд, Х'юстон, Техас)
  - 163-тє розвідувальне крило (CA ANG) (MQ-1 Predator) (Марч, Техас)
  - 102-ге розвідувальне крило (MA ANG) (Отіс, Массачусетс)
  - 184-те розвідувальне крило (KS ANG) (Макконнелл, Канзас)